# Sieť viery

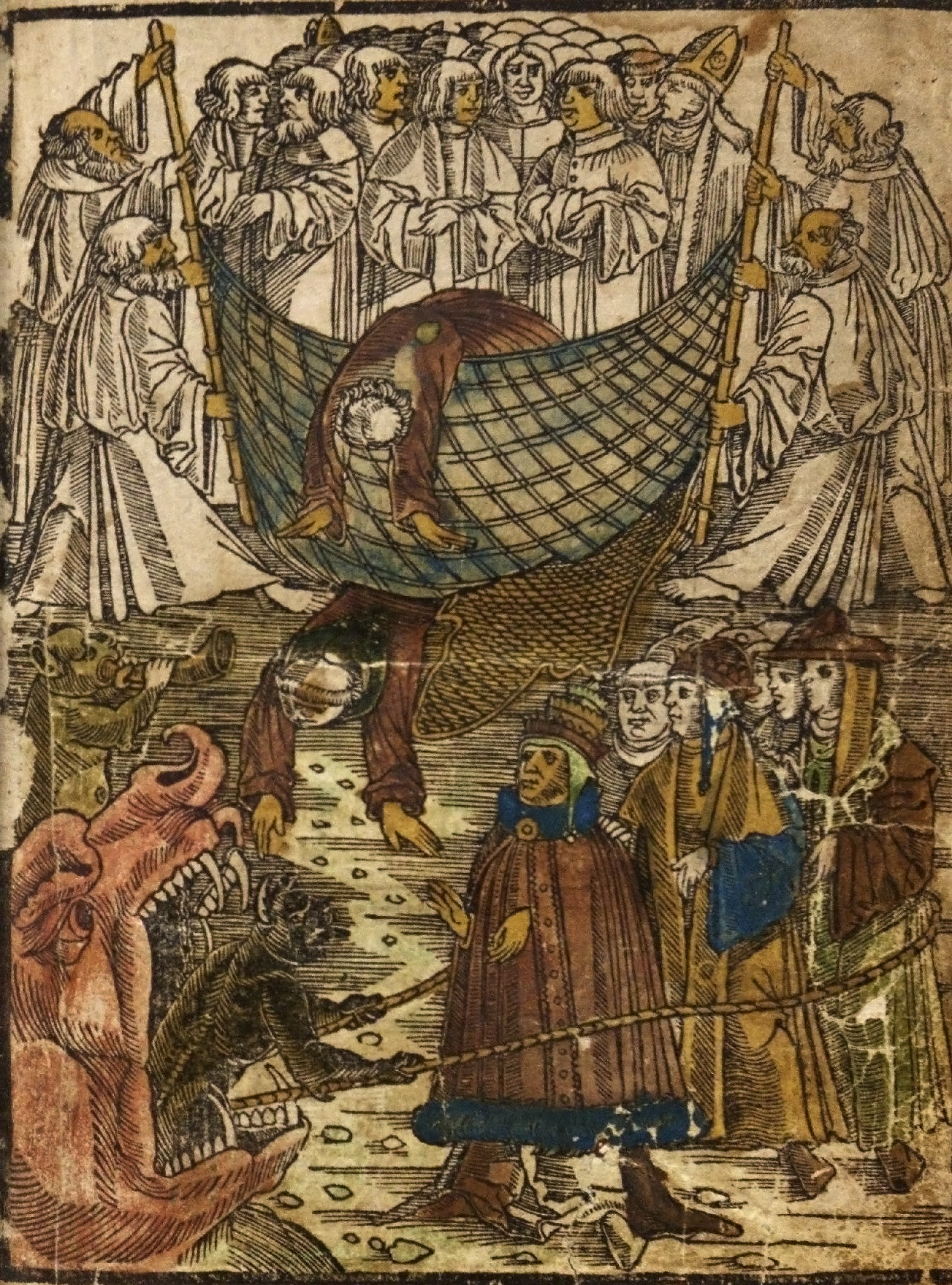
Sieť viery, Titelblatt der Ausgabe von 1521, Prag.
Darstellung des gerissenen Netzes.

Sieť viery (auch Sieť viery pravé, deutsch: Das Netz des Glaubens, heutiges tschechisch: Síť víry) ist ein Spätwerk von Petr Chelčický, dem bedeutendsten Denker und Schriftsteller der Hussiten. Die Schrift ist eine scharfe Kritik an den Missständen der damaligen Christenheit und ein Aufruf zur Erneuerung. Sie hat den Glauben und die Entscheidungen der ersten Generation der Böhmischen Brüder wesentlich mitbestimmt.

## Inhalt

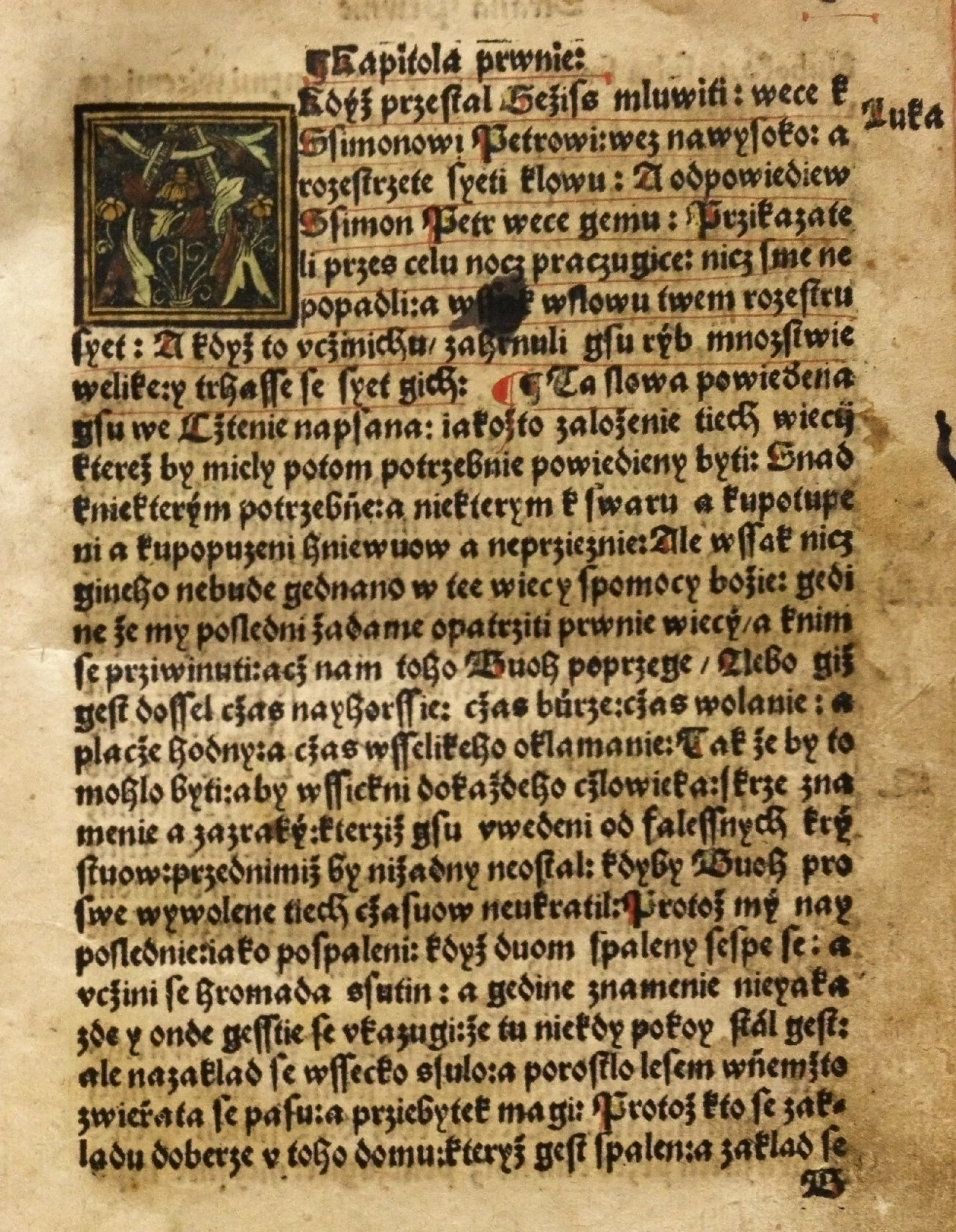
Aus Sieť viery, Prag 1521.
Anfang des ersten Kapitels

Den Ausgangspunkt bildet der Bericht über den wundersamen Fischzug aus dem Lukasevangelium:
Und als er (Jesus) aufgehört hatte zu reden, sprach er zu Simon: Fahre hinaus, wo es tief ist, und werft eure Netze zum Fang aus! Und Simon antwortete und sprach: Meister, wir haben die ganze Nacht gearbeitet und nichts gefangen; aber auf dein Wort hin will ich die Netze auswerfen. Und als sie das taten, fingen sie eine große Menge Fische und ihre Netze begannen zu reißen. (Lukas 5,4-6 )
Für Chelčický ist dieser Bericht ein Gleichnis über den Auftrag der Kirche in dieser Welt. Das Netz ist der Glaube an Gott, darin leben viele Fische – die Gläubigen, die durch das Netz aus dem Meer der Sünde herausgezogen werden und das ewige Heil erlangen.
Chelčický schreibt: Darum, gleichwie das wirkliche Netz geflochten und Knoten an Knoten zusammengefügt wird, bis das ganze große Netz entsteht, ebenso fügt sich eine Wahrheit der Heiligen Schrift an die andere, bis schließlich alle zusammen die Menge der Gläubigen und jeden im Besondern mit all seinen geistigen und leiblichen Anliegen umfangen, damit er, ganz vom Netz umfasst, herausgezogen werden könnte aus dem Meere dieser Welt. Solches Netz vermag herauszuziehen aus dem Meere tiefer und schwerer Sünden, wofern man nur von ihm sich herausziehen lässt. Chelčický erklärt, dass das Netz nicht wegen der Menge der Gläubigen reißt, denn es vermag eine große Menge Gläubige und Auserwählte zu fassen. Im Gegenteil, durch die Menge der Gläubigen wird das Netz fester und härter, ein jeder von ihnen nämlich vermehrt von sich aus diesen Glauben und härtet ihn, denn er lebt ja aus ihm und ist eine Ursache, die den andern zum Glauben verhilft und ihnen ein Beispiel gibt. (Kap. 2)
Die Urkirche war noch auf der Lehre Christi und der Apostel gegründet, das Netz war intakt und konnte viele Menschen retten. Doch mit der sog. Konstantinischen Schenkung im 4. Jahrhundert erlitt das Netz einen unheilbaren Riss durch das Eindringen von zwei großen Walfischen, dem Papst und dem Kaiser. Nach Chelčický nahm hier die Verquickung der Kirche mit der weltlichen, heidnischen Macht ihren Anfang. Die weitere verhängnisvolle Entwicklung der Kirche ist eine Folge dieses Verrates am Evangelium, sie erreicht ihren Tiefpunkt im Mittelalter, als diese zwei Mächte – der Papst als die geistliche Macht und der Kaiser als die weltliche Macht – die gesamte westliche Christenheit beherrschten. Im Gefolge dieser Walfische sind feindliche Rotten ins Netz eingedrungen, die weiter daran reißen: die Rotten der Mönche, des Adels, der Gelehrten, der Stadtbürger, der Pfaffen. Jede dieser Rotten giert nach immer mehr Macht, um ihretwillen gibt es in der Welt Ungleichheit, Feindschaft und Krieg.
Chelčický verurteilt scharf die Teilung der mittelalterlichen feudalen Gesellschaft in die drei Stände: Herren, Priester und das einfache Volk. Er kritisiert, dass entgegen dem Gesetz Gottes diese Kirche in drei Teile zerfällt: in Herren, Könige, Fürsten – die erste Gruppe, welche wehrt, zuschlägt und schützt; die zweite Gruppe bildet die geistliche Priesterschaft, welche betet; die dritte Gruppe bilden die fronenden Arbeiter, und diese haben zu bestreiten die leiblichen Bedürfnisse jener anderen zwei. … Zwei Parteien ist sie schmackhaft, sintemal beide faul, gefräßig und verschwenderisch sind; liegen sie doch auf der dritten Partei, diese sich unterwerfend; und diese trägt mit ihren Schmerzen die Üppigkeit jener zwiefachen Fresser… (Kap. 14). Mit beißender Satire geißelt Chelčický in seinem Buch die Eitelkeiten, die Habgier und die Machbesessenheit sowohl der weltlichen wie auch der geistlichen Stände. Er hält der mittelalterlichen Gesellschaft unbarmherzig den Spiegel vor – sie ist dem Schein nach christlich, in Wirklichkeit aber die Verkörperung des Antichristen.
Das Vorbild, zu dem die Kirche zurückkehren muss, ist die in Einfachheit, Armut und ohne weltliche Macht lebende ursprüngliche Kirche. Diese Überzeugung teilte Chelčický mit seinen hussitischen Zeitgenossen. Die Hussiten forderten (im dritten Prager Artikel): dass die weltliche Herrschaft über Reichtum und irdische Güter, welche der Klerus gegen das Gebot Christi … innehat, von ihm genommen und der Klerus selbst zur evangelischen Regel und zum apostolischen Leben Christi und seiner Apostel zurückgeführt werde.
Die ursprüngliche Kirche war dem Liebesgebot Christi verpflichtet. Dieses lehrt, …dass es [das Gottesvolk] unentwegt mit vollem Herzen Gott suche und an Gerechtigkeit und Liebe festhalte gegenüber allen Menschen – Freunden und Feinden –, dass es niemandem übel wolle oder tue, und Unrecht, ihm von anderen zugefügt, ohne Rachsucht trage, weder dem Guten noch dem Bösen Übles mit Üblem vergeltend. (Kap. 11) Dieses Gebot Christi habe die Kirche verraten, indem sie sich mit der weltlichen, heidnischen Macht verbündete.

## Bedeutung

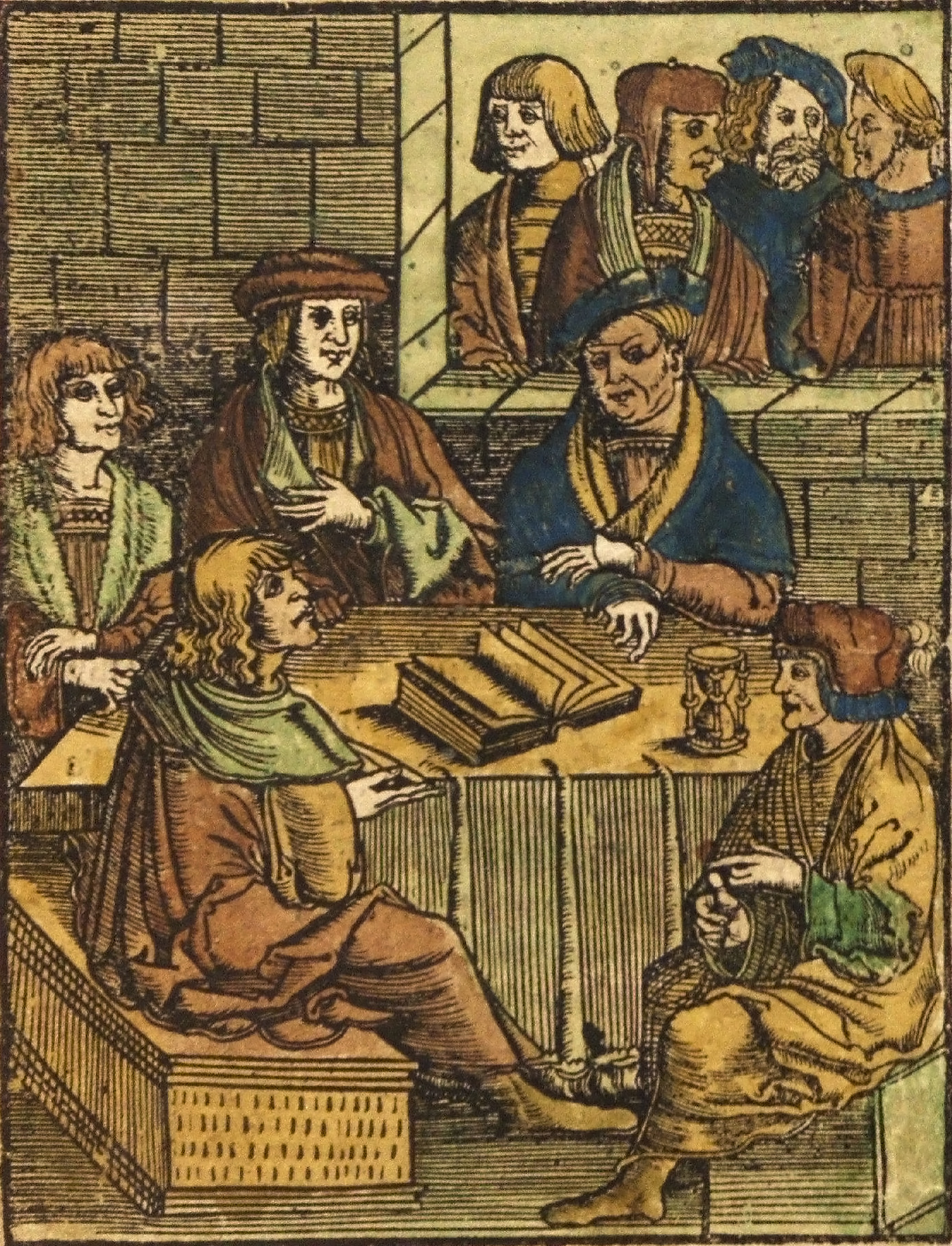
Aus Sieť viery, Prag 1521.
Darstellung einer gelehrten Disputation.

Das Buch bildet den Höhepunkt des schriftstellerischen Schaffens von Petr Chelčický. Seine schon in vorherigen Schriften geäußerten Ansichten – die radikale Ablehnung der Gewalt in O boji duchovním (Vom geistigen Kampfe) und die Ablehnung der Teilung der mittelalterlichen feudalen Gesellschaft in die drei Stände in O trojím lidu (Über dreierlei Volk) –  werden hier eindringlich und in prägnanten Bildern dargelegt.
Chelčický lehnte jede Art von Gewalt ab, auch die zu eigener Verteidigung. Damit stellte er sich bewusst gegen die Hussiten und besonders auch gegen die ihm sonst sehr nahen Theologen der radikalen Taboriten. Die Hussiten waren bereit, ihren Glauben auch mit dem Schwert zu verteidigen. Sie kämpften gegen die Kreuzfahrerheere, die Kaiser Sigmund und Papst gegen die böhmischen „Ketzer“ schickten. Auch die gemäßigten Prager Magister unter der Führung von Jakobellus von Mies billigten, trotz anfänglicher theologischer Vorbehalte, den Kampf mit Waffengewalt.
Da nach Chelčický jede weltliche Macht auf Gewalt gegründet ist, ja Gewalt zu ihrem Wesen gehört, dürfen sich die wahren Christen nicht daran beteiligen. Chelčický schreibt: … wie soll das Amt der weltlichen Macht denjenigen zustehen, welche gebunden sind durch Gottes Gebot, im Falle des Unrechts sich selbst nicht zu rächen, sondern, geschlagen und geohrfeigt auch die andere Wange hinzuhalten und mit keinerlei Bösem am Bösen Vergeltung zu üben, Gott die Rache überlassen, die Feinde zu lieben, …? (Kap. 26) Die weltliche Obrigkeit sei nur notwendig, um in der von Gott abgefallenen Welt Ordnung zu halten. Die Christen sollen aber in der bürgerlichen Welt ihre Verpflichtungen, wie z. B. Steuern zahlen, erfüllen, soweit es Gottes Geboten nicht widerspricht.
Die kompromisslose Ablehnung von Gewalt, auch der zu eigener Verteidigung, und die Abkehr von der gottlosen Welt, prägten die erste Generation der Böhmischen Brüder. Petr Chelčický gilt als der geistige Vater dieser Bewegung, die Mitte des 15. Jahrhunderts aus der hussitischen Kirche hervorgegangen ist. Ihre erste Gemeinde gründeten die Brüder in der Weltabgeschiedenheit im kleinen Dorf Kunvald, hier wollten sie ein Leben allein nach Maßstäben der Bibel führen. Ende des 15. Jahrhunderts revidierte die Brüderunität ihr Leitbild der Weltabgewandtheit. Auch in den Städten entstanden neue Brüdergemeinden und Angehörige des städtischen Bürgertums und des Adels wurden Mitglieder. Aber die kritische Distanz der Brüderunität zu jeder staatlichen Macht, ihre Kritik an der Teilung der feudalen Gesellschaft und vor allem ihre konsequente Ablehnung der Gewalt blieben. Hier unterschied sich die Brüderunität von Luther, der die feudale mittelalterliche Ordnung nicht in Frage stellte und während der Bauernkriege sich sogar aufseiten der Herren stellte.
Der russische Schriftsteller Leo Tolstoi würdigte Das Netz des Glaubens in seinem Buch Das Himmelreich in euch:
Dieses Buch ist eines von den wenigen dem Scheiterhaufen entronnenen, die das offizielle Christentum entlarven. Alle Bücher dieser Art, die man ketzerisch nannte, sind mit ihren Verfassern verbrannt worden, so dass es sehr wenige von den alten Werken gibt, die die Verirrung des offiziellen Christentums aufdecken, und darum ist dieses Buch besonders interessant. …  es ist eines der bemerkenswertesten Schöpfungen sowohl nach der Tiefe seines Inhalts, wie nach der wunderbaren Kraft und Schönheit seiner volkstümlichen Sprache und nach seinem Alter.

## Ausgaben
Das Netz des Glaubens entstand in den Jahren 1440 – 1443, also bald nach der Schlacht bei Lipany. Zunächst wurde es nur handschriftlich verbreitet, der erste Druck stammt aus dem Jahr 1521, aus der Druckerei Pavel Severin in Prag. Einige Originaldrucke von 1521 werden in der Nationalbibliothek der Tschechischen Republik aufbewahrt. Während der Gegenreformation stand das Buch auf dem Index der katholischen Inquisition und geriet in Vergessenheit, bis es im 19. Jahrhundert von der Bewegung der tschechischen nationalen Wiedergeburt neu entdeckt wurde. Eine Neuherausgabe des alttschechischen Originals vom Professor Emil Smetánka erschien 1912 und nochmal überarbeitet 1929 in Prag. Eine Übersetzung in das heutige Tschechisch gaben F. Šimek (Prag, 1950) und E. Petrů (gekürzt, Prag, 1990) heraus. Eine neue textkritische Ausgabe des alttschechischen Originals von 1521 gab 2012 Jaroslav Boubín heraus.
Das Buch wurde auch in Fremdsprachen übersetzt: in Russisch (J. S. Annenkov, 1893 und 1907), in Deutsch (Carl Vogl, 1923 und 1970) und in Englisch (E. Molnár, 1947).